# Ekklésiá

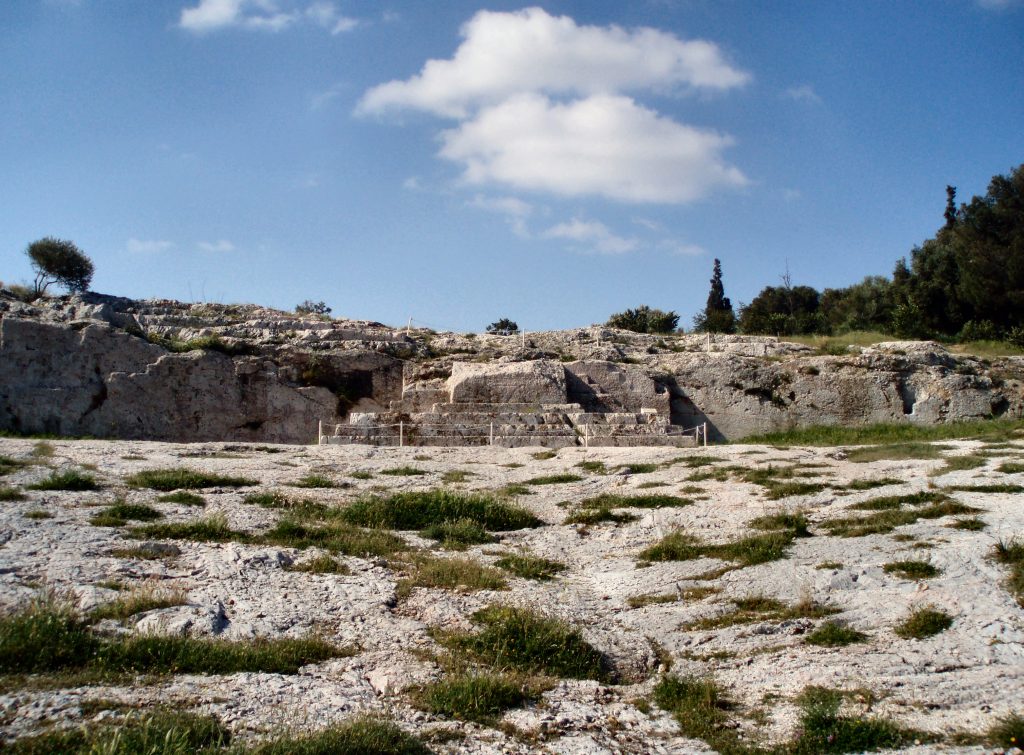
Pnyx s řečništěm

Ekklésiá čili lidové shromáždění (řecky ἐκκλησία ekklēsía) bylo shromáždění svobodných Athéňanů. Ekklésiá bylo ve tzv. Zlatém věku Athén (480–404 př. n. l.) nejvyšší kontrolní, výkonný a zákonodárný orgán v Antické Attice. Aby bylo rozhodnutí platné, muselo být přítomno alespoň 6000 občanů.

## Funkce a pravomoci
Na shromáždění se rozhodovalo vše týkající se vlády v Attice a zahraničních věcí. Také kontrolovalo losování a volbu všech správních, soudních a vojenských úředníků, kteří v jeho jménu konali. Shromáždění mělo právo v případě, že by mělo pocit ohrožení demokracie, odhlasovat konání tzv. ostrakismu.

## Konání a průběh
Shromáždění se konalo pravidelně každých devět dní v přírodním amfiteátru Pnyx na Pahorku nymf v Athénách, kam se přesunulo po dřívějším konání na athénské agoře. Občas byl problém splnit limit nutný k hlasování, proto byli nuceni prytanové (předsedající) přehradit některé ulice a občany k Pykně (=3. pád od Pnyx) odvést.
V Pykně se nachází Béma (řečniště), kolem ní buď sedí na zemi nebo stojí přítomní občané a na stoličkách sedí prytanové.
Zasedání začínalo obětí a krev obětovaného zvířete byla rozetřena kolem Pykny. To označuje Pyknu jako posvátný okrsek. Poté prytanové oznámí denní program a vyzývá občany k jeho schválení. Pak vyzývá občany, aby vystoupili a promluvili. Hlasuje se pouhým zdvižením ruky. Shromáždění musí do západu slunce skončit.